# Öngür Noyan
Pour les articles homonymes, voir Noyan (homonymie).
 (avril 2024).
La mise en forme du texte ne suit pas les recommandations de Wikipédia : il faut le « wikifier ».
Les points d'amélioration suivants sont les cas les plus fréquents. Le détail des points à revoir est peut-être précisé sur la page de discussion.
- Les titres sont pré-formatés par le logiciel. Ils ne sont ni en capitales, ni en gras.
- Le texte ne doit pas être écrit en capitales (les noms de famille non plus), ni en gras, ni en italique, ni en « petit »…
- Le gras n'est utilisé que pour surligner le titre de l'article dans l'introduction, une seule fois.
- L'italique est rarement utilisé : mots en langue étrangère, titres d'œuvres, noms de bateaux, etc.
- Les citations ne sont pas en italique mais en corps de texte normal. Elles sont entourées par des guillemets français : « et ».
- Les listes à puces sont à éviter, des paragraphes rédigés étant largement préférés. Les tableaux sont à réserver à la présentation de données structurées (résultats, etc.).
- Les appels de note de bas de page (petits chiffres en exposant, introduits par l'outil «  Source ») sont à placer entre la fin de phrase et le point final[comme ça].
- Les liens internes (vers d'autres articles de Wikipédia) sont à choisir avec parcimonie. Créez des liens vers des articles approfondissant le sujet. Les termes génériques sans rapport avec le sujet sont à éviter, ainsi que les répétitions de liens vers un même terme.
- Les liens externes sont à placer uniquement dans une section « Liens externes », à la fin de l'article. Ces liens sont à choisir avec parcimonie suivant les règles définies. Si un lien sert de source à l'article, son insertion dans le texte est à faire par les notes de bas de page.
- La présentation des références doit suivre les conventions bibliographiques. Il est recommandé d'utiliser les modèles {{Ouvrage}}, {{Chapitre}}, {{Article}}, {{Lien web}} et/ou {{Bibliographie}}. Le mode d'édition visuel peut mettre en forme automatiquement les références.
- Insérer une infobox (cadre d'informations à droite) n'est pas obligatoire pour parachever la mise en page.

Pour une aide détaillée, merci de consulter Aide:Wikification.
Si vous pensez que ces points ont été résolus, vous pouvez retirer ce bandeau et améliorer la mise en forme d'un autre article.
Öngür Noyan, (en Chinois: 元朝秘史), (v.1160 - ap.1207) était un seigneur Mongols, cousin de Gengis Khan, commandant d'un Minggan (unités de 1000). Dans « l'Histoire secrète des Mongols », il est écrit sous la forme Wānggŭér, et dans les documents historiques persans tels que le « Jami al-tawarikh », il est écrit sous la forme اونگور نویان (ūngūr nūyān).

## Biographie
Selon «Rachid al-din» et « l'Histoire Bayaut », la région de Bayaut est divisée en deux groupes : « Jedei Bayaut (Bayaut de la rivière Jida) » et « Kefrin Bayaut (Bayaut des Prairies). ).''  De plus, les Bayaut étaient un groupe plus faible parmi les Urus mongols et étaient asservis à d'autres clans puissants, et le groupe dirigé par Ongur suivait le « clan Kiyat Changsiut » dirigé par Mönggetü Qiyan. Selon « l'Histoire secrète de la dynastie Yuan », le groupe Bayaut dirigé par Ongul, ainsi que le clan Changsiut dirigé par le fils de Mongetu, Čangši'udai, ont rejoint les forces de Gengis Khan.
Immédiatement après sa première accession au trône, le pouvoir de Gengis Khan se composait de « 13 ailes », dont le clan Chansiut dirigé par Mongetu et le Kefrin Bayout dirigé par Ongur constituaient la « 8ème aile ». Parmi les « 13 Ailes », dont beaucoup étaient rebelles contre Gengis Khan, seule la « 8e Aile » est restée fidèle à Gengis Khan du début à la fin.
Ongul est connu pour avoir été l'un des premiers baulchis (responsable du repas principal) des keshik (gardes) de Gengis Khan. Dans l'Histoire secrète, trois personnes, dont Suiketu Cherubi du département de Kongotan et Kadaan Daldulkan du département de Sunit, ont écrit la première ligne avec les mots de Gengis Khan : « Boissons du matin/Je suis si paresseux, boissons du soir. /Je suis tellement paresseux.'' Il est écrit qu'il a été nommé Bauruchi. D'un autre côté, selon "Rachid al-din" et "Histoire des Bayaut", c'est un peu différent de l'Histoire secrète, Kuchugul  a d'abord servi comme Bauruchi, mais a pris sa retraite en raison de sa vieillesse, et Borokul du département Hushin est ensuite devenu Bauruchi, mais l'aile droite Il est écrit que parce qu'il s'est occupé de tâches militaires après être devenu commandant des dix mille capitaines, Ongur a pris le poste de Bauruchi à sa place.
Selon des sources telles que l'Histoire secrète, Rachid al-din et le Sengwu Chin Senroku, Gengis Khan a capturé Zhongdu, la capitale de la dynastie Jin, en 1215, et a conquis Sigi Kutok, Ongul et Arkai. Il ordonna à trois membres de Kasal de procéder à une autopsie du trésor de la dynastie Jin. A cette époque, Kada, qui était loin de Jincho, offrit des pièces d'or à Onguru et à trois autres personnes, et Onguru et Alkai Kasar les acceptèrent, mais Sigi Kutok ne le fit pas. Lorsque Gengis Khan apprit plus tard cet incident, il fit l'éloge Kutok et réprimanda Ongul et Alkai.
Après cela, Ongur n'apparaît plus dans les sources historiques et il n'y a aucune trace de ses descendants. On pense que le fait qu'il n'y ait aucune mention des descendants d'Ongul dans les sources historiques pourrait être dû à l'incident de Chuto mentionné ci-dessus.